# Adrie van Kraay
Adrianus Ambrosius Cornelis „Adrie“ van Kraay (* 1. August 1953 in Eindhoven; andere Schreibweise van Kraaij) ist ein ehemaliger niederländischer Fußballspieler.

## Karriere
Von 1971 bis 1982 spielte Adrie van Kraay für die PSV Eindhoven in der Eredivisie. 1982 wechselte er für zwei Jahre zu THOR Waterschei nach Belgien und beendete seine Profikarriere 1985 beim FC Basel in der Schweiz. 
Zwischen 1975 und 1979 bestritt van Kraay 17 Länderspiele für die niederländische Nationalmannschaft. Er stand im Aufgebot der Niederlande bei der Europameisterschaft 1976 sowie bei der Weltmeisterschaft 1978.

## Erfolge
Mit der PSV Eindhoven wurde er niederländischer Meister (1975, 1976, 1978), Pokalsieger (1974, 1976) und UEFA-Cup-Sieger (1978).
Mit der niederländischen Nationalmannschaft wurde er 1976 EM-Dritter und 1978 Vizeweltmeister.

## Sonstiges
Adrie van Kraay wurde am 13. Mai 2008 kommissarisch Technischer Direktor bei der PSV Eindhoven.